# Antonia Greskamp
Antonia Greskamp (* 9. Februar 2000) ist eine deutsche Volleyballspielerin.

## Karriere
Greskamp begann ihre Karriere im Nachwuchs von Schwarz-Weiss Erfurt. In der Saison 2017/18 wurde sie erstmals in der Erstliga-Mannschaft des Vereins eingesetzt. Das Team schied im DVV-Pokal 2017/18 im Achtelfinale aus und wurde Zehnter in der Bundesliga-Hauptrunde. In der folgenden Saison gab es erneut das Aus im Pokal-Achtelfinale und den elften Platz in der Bundesliga. 2019 ging die Zuspielerin zum Studium nach Jena und spielte in dieser Zeit beim VSV Jena in der Regionalliga. 2023 kehrte sie nach Erfurt zurück. In der Saison 2023/24 trat die Mannschaft in der neuen 2. Volleyball-Bundesliga Pro an und schaffte den Aufstieg in die erste Liga. Auch 2024/25 spielt Greskamp für Erfurt.